# Elektrisk guitar
En elektrisk guitar er en guitar der i modsætning til en akustisk guitar ikke selv frembringer lyden. Vibrationerne fra strengene bliver opfanget af pickupper, og sendes gennem en forstærker for at frembringe lyden.
El-guitaren bliver ofte bragt i sammenhæng med rock, heraf udtrykket rock-guitar.

## Historie
Den elektriske guitar blev opfundet af Adolf Rickenbacker i samarbejde med George Beauchamp og Paul Berth i 1931. Humbucker-pickuppen blev opfundet af Seth Lover fra Gibson. Mange betegner dog Les Paul som den egentlige opfinder af den elektriske guitar, da hans udgave var en mere gennemarbejdet og bedre guitar i forhold til tidligere udgaver. Hans idé var oprindeligt at sætte noget af mekanismen fra en pladespiller til guitaren, og derefter sætte den til en forstærker.
Den første el-guitar blev taget i brug af Charlie Christian, som spillede for Benny Goodman. Han koblede i 1939 en mikrofon til guitaren og lod lyden komme ud igennem en forstærker. Det første hit med den elektriske guitar er country-westernnummeret "Guitar Boogie" (1945) af Arthur Smith (med øgenavnet "Fingers").
I Danmark indspillede Kai Ewans i august 1937 en elektrisk guitar på nummeret "On the silver sands of Waikiki" Tono X 5036 matr. 606.

## Konstruktion
En elektrisk guitar består af en guitarkrop, et gribebræt og på enden af gribebrættet sidder et antal fingerskruer man bruger til at stemme guitaren. En elektrisk guitar har 6, 7, 8, 9 eller 12 strenge. Det træ guitaren består af har en indflydelse på hvordan lyden bliver, men det er hovedsageligt kvaliteten af pickupperne, der er bestemmende. Pickupperne opfanger vibrationerne fra strengene og sender dem ud af udgangen, der kan tilsluttes en forstærker og/eller effekter.
Den elektriske guitar findes i mange varianter, med krop af massivt træ og såkaldt halv- og helakustisk. Udformningen, træsort, type af træ, strenge tykkelse og typen af mikrofoner spiller alle væsentlige roller i klang og anvendelse af guitaren.

## Effekter
Med en elektrisk guitar er det muligt at tilslutte nogle effekt-processorer, typisk i form af pedaler. Pedalerne sættes mellem guitaren og forstærkeren, hvorefter man kan aktivere dem med foden. Der findes et utal af effekter heriblandt:
- Distortion
- Overdrive
- Wah Wah
- Ekko eller Reverb
- Delay
- Phaser
- Flanger
- Compressor
- Pitch Shift
- Chorus
- Vibrato
- Tremolo
- Fuzz
- Auto-Wah
- Boost - diskant/bas/mellemtone

I genrer som rock og især i undergenren heavy metal bruges der ofte distortion eller overdrive-effekter.

## Pickupper
En pickup er som nævnt den enhed, der opfanger vibrationerne fra strengene og sender dem ud til forstærkeren. Normalt sidder der 2 eller 3 pickupper på en elektrisk guitar. Det er som regel muligt at vælge hvilke af pickupperne, der skal optage lyd, og ved at vælge hvilken af dem, der anvendes, kan man skabe en lysere eller mørkere lyd. Der findes grundlæggende tre typer pickupper:
- Singlecoil
- Doublecoil (eller humbucker)
- Piezo-pickup

Singlecoil-pickup'en er den simpleste pickup, og består blot af et antal spoler med jernkerne, som vha. induktion opfanger lyden fra strengene.
Doublecoil-pickuppen er mere kompliceret, men den har fået navnet humbucker på grund af dens støjdæmpende egenskaber.
Piezo-pickuppen virker ved at der sidder et meget lille piezokrystal og opfanger vibrationerne i kroppen.
De fleste pickupper er passive, men der findes også aktive pickupper som bruger batteri typisk placeret inde i guitaren. Aktive pickupper larmer ikke som passive pickupper gør, da de ikke behøver jordforbindelse og der kan ikke forekomme magnetisk støj.

## Fabrikanter
Eksempler på større fabrikanter af elektriske guitarer.
- Fender
- ESP
- Ibanez
- Gibson
- Peavey
- Rickenbacker

## Anvendelse
Den elektriske guitar var fra starten af en revolution, da den åbnede et væld af muligheder for guitaristen i forhold til den konventionelle guitar. Mange musikgenrer tog hurtigt den elektriske guitar til sig, og den blev en vigtig del af musikken. Op gennem 60'erne og 70'erne brugte bl.a. Jimi Hendrix, Jimmy Page, David Gilmour og mange andre den elektriske guitar til at skabe deres egen helt specielle lyd.
Guitarsoloen hænger for mange tæt sammen med den elektriske guitar, og mange teknikker til netop guitarsoloer er opfundet specifikt til den elektriske guitar. Eksempelvis er teknikker som hammer-on, pull-off, slide mfl. ofte brugt i guitarsoloer.